# Уровень притязаний
Уровень притязаний личности — это стремление к достижению цели той степени сложности, на которую человек считает себя способным.
Люди, обладающие реалистическим уровнем притязаний, отличаются уверенностью, настойчивостью в достижении своих целей, большей продуктивностью по сравнению с людьми, уровень притязаний которых неадекватен их способностям и возможностям.
Расхождение между притязаниями и реальными возможностями человека ведет к тому, что он начинает неправильно себя оценивать, его поведение становится неадекватным, возникают эмоциональные срывы, повышенная тревожность. Из этого следует, что уровень притязаний тесно связан с самооценкой личности и мотивацией достижения успехов в различных видах деятельности.
Американскими учеными Д. Макклеландом и Д. Аткинсоном разработана теория мотивации достижения успехов в различных видах деятельности. Согласно этой теории, люди, мотивированные на успех, ставят перед собой цели, достижение которых однозначно расценивается ими как успех. Они стремятся, во что бы то ни стало добиться успеха в своей деятельности, они смелы и решительны, рассчитывают получить одобрение за действия, направленные на достижение поставленных целей. Для них характерны мобилизация всех своих ресурсов и сосредоточенность внимания на достижении поставленных целей.
Совершенно иначе ведут себя люди, мотивированные на избегание неудачи. Для них явно выраженная цель в деятельности заключается не в том, чтобы добиться успеха, а в том, чтобы избежать неудачи. Человек, изначально мотивированный на избегание неудачи, проявляет неуверенность в себе, не верит в возможность добиться успеха, боится критики, не испытывает удовольствия от деятельности, в которой возможны временные неудачи.